# Scepsis appendiculata
Scepsis appendiculata är en tvåvingeart som först beskrevs av Macquart 1840.  Scepsis appendiculata ingår i släktet Scepsis och familjen bromsar. Inga underarter finns listade i Catalogue of Life.